# Audley House
Audley House est un bâtiment classé de grade II de 1907 situé à Londres. 

## Situation et accès
Ce bâtiment est situé au coin de Margaret Street et Great Titchfield Street dans la cité de Westminster . 
Le quartier est desservi par les lignes  Bakerloo  Central  Victoria à la station Oxford Circus.
Il est à noter qu'il existe une autre Audley House, dans le quartier de Mayfair, aux nos 57-58, South Audley Street.